# 본 대학교
라인 프리드리히 빌헬름 본 대학교(Rheinische Friedrich-Wilhelms-Universität Bonn)는 독일 노르트라인베스트팔렌주 본에 소재한 대학교이다. 라인강이 지나는 본에 위치한 이 학교는 규모로 독일에서 가장 큰 대학 중 하나이다.
1818년에 프로이센 왕 프리드리히 빌헬름 3세의 이름을 따라 명명된 본 대학교는 전통을 중시하는 국제적 수준의 명문 연구대학이다. 본 대학교는 다양한 학부 교과과정을 제공하며 대학도서관은 200만 여권의 장서를 보유하고 있다. 2013/2014년에는 3만 2천 여명의 학생 등록수를 보였다.
저명한 졸업생이나 교원으로는 열 명의 노벨상 수상자, 네 명의 필즈상 수상자, 열두 명의 라이프니츠상 수상자 및 교황 베네딕트 16세, 칼 마르크스, 프리드리히 니체, 하인리히 하이네, 조지프 슘페터 등이 포함되어 있다. 타임스 고등교육 세계 대학의 2020년 평가에서는 생물 분야 86위, 물리 분야 54위, 경제경영 분야 67위에 랭크되었다. 특히 화학생물, 물리, 수학, 경제, 아시아 및 동양연구, 철학 및 윤리학 분야가 유명하다. 또한 독일의 우수대학육성정책의 여섯 개 부문에서 지원대학으로 선별되었고 11개의 "University of Excellence"에 선정되었다. German U15에 속한 대학 중 하나이다.

## 역사

### 대학의 전신

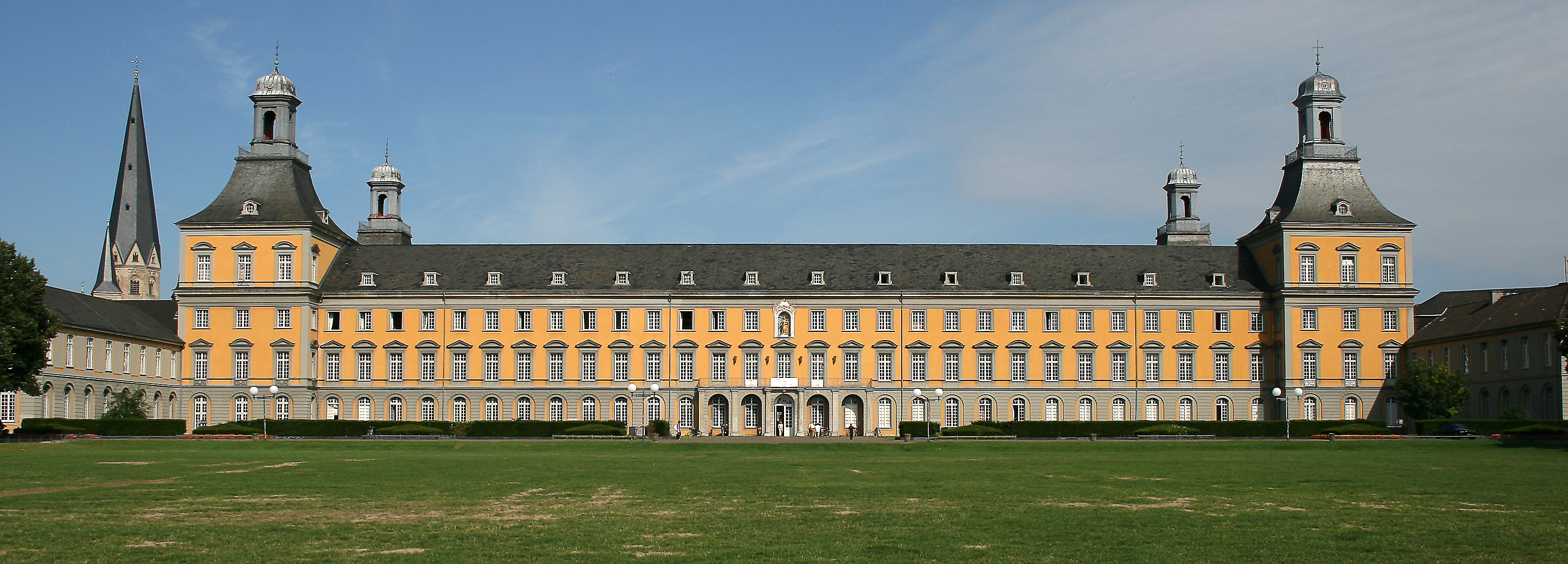
본 중심에 위치한 본관

본 대학교의 전신은 본 쾰른 선제후령 아카데미이다. 1777년 신학, 법학, 약학 그리고 일반학의 네 분야의 학부로 설립되었다. 1786년에는 신성 로마 제국의 요제프 2세가 본 대학교에 공식 학위수여권을 부여했다. 이로써 아카데미가 대학으로 승격하였다. 1798년에는 라인강의 서부 유역이 프랑스에 합병됨으로써 쾰른 선제후령 대학은 휴교하였다.

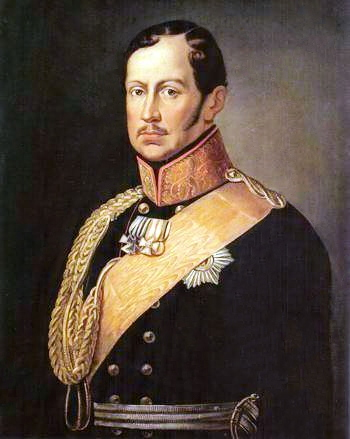
본 대학교의 설립후원자인 프리드리히 빌헬름 3세

### 대학의 설립
현재의 라인 프리드리히 빌헬름 본 대학교는 1818년 10월 18일 프리드리히 빌헬름 3세에 의해 프로이센의 여섯째 대학으로 설립되었다. 프로이센 왕국에 새로 영입이 된 두 개의 주 라인란트와 베스트팔렌에 고등교육기관을 창설하는 것이 설립의 계기였다. 이 계획의 맥락에서 뮌스터 대학교와 파더본 대학교는 폐교를 당한다. 본이 설립지로 선정된 가장 큰 이유는, 두 개의 선제후 궁전이 비어 있는 관계로 충분한 공간 확보가 용이하였기 때문이다. 또한 프로이센 왕국 전반의 개혁적인 분위기를 교육에도 적용하는 의미에서 과거의 본 쾰른선제후령 대학이나 쾰른 시립대학교를 부활시키지 않고 대학을 새로 설립했다.
본 대학교이 설립된 해에 1655년에 세워졌던 뒤스부르크 대학교가 폐교되었다. 소장도서의 상당부분이 본으로 이양되었다. 이런 점에서 본 대학교가 부분적으로 뒤스부르크 대학교를 계승했다고 할 수 있다. 쾰른선제후령 대학은 짧은 기간 존속하여 비록 시간적으로는 본 대학교의 전신으로서 큰 의미를 가지지는 않지만, 계몽주의 정신에 입각하였기 때문에 본 대학교의 설립에서도 강조된 프로이센의 교육이상에 합치되는 점을 지니고 있었다.
1860년에 독일 최초의 미술사 교수좌가 설치되었다. 오토 얀과 프리드리히 빌헬름 리츨 간의 본 문헌학자논쟁은 전 독일 학계의 이목을 집중시켰다. 1868년에 의학부에서는 루이 파스퇴르에게 명예박사를 수여했으나, 1870년에 프로이센-프랑스 전쟁을 이유로 반납한 일도 있다.

## 위치와 건축물

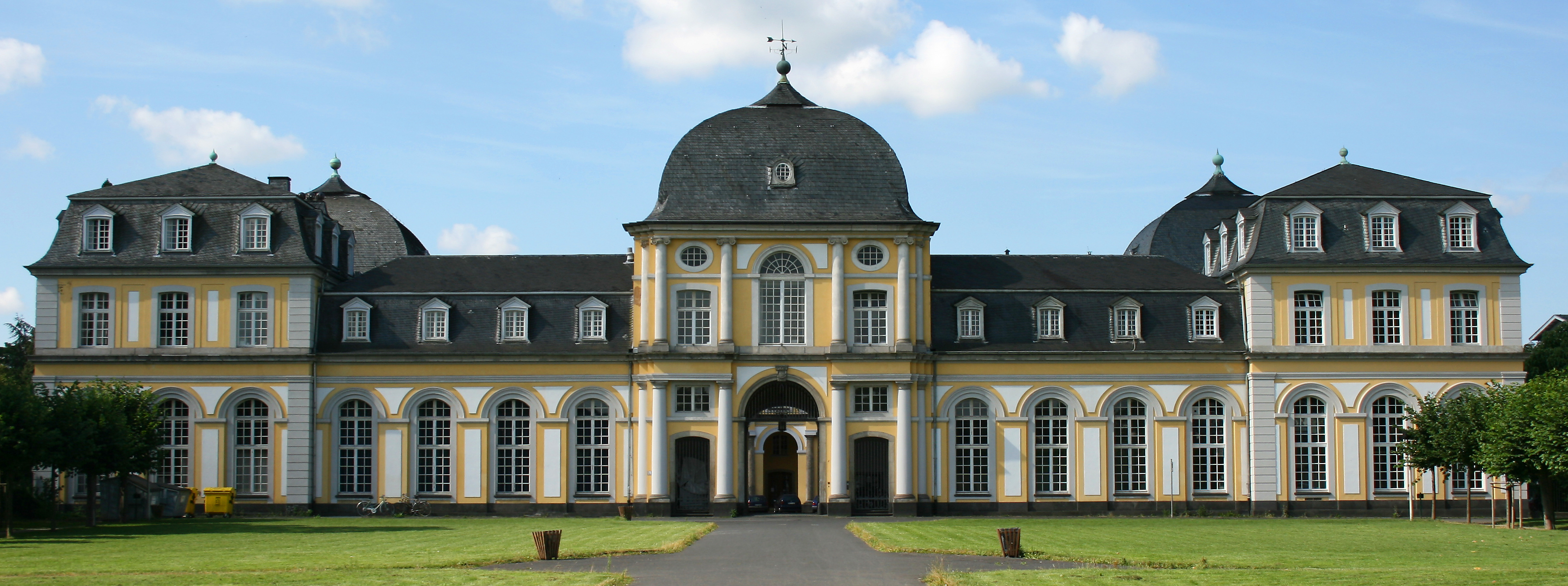
포펠스도르프 궁전

본 대학교는 캠퍼스 대학교가 아니고 본 지역에 산재해 있는 여러 부지에 위치해 있다.
시내 중심에 있는 구 선제후의 궁전이었던 본관에는 철학부, 신학부, 아시아언어학부, 로망스학부, 아메리카학부, 게르만학부 등 주로 인문대학이 위치해 있고  주위에 있는 현대적인 건물들에는 법 및 정치학부가 위치해 있다.
자연과학 건물들은 포펠스도르프에 위치해 있다. 포펠스도르프는 포펠스도르프 궁전, 19세기의 대학건물, 그리고 현대적인 건물들이 위치해 있다. 궁전정원은 1819년 이래 본 원예원이다. 전산학과는 두 군데로 나뉘어 있다. 한 건물은 시내 북쪽지역의 오래된 건물에 있으며, 다른 건물은 본 행정지역에 있는 구 행정건물이다.
본대학교는 총 371개의 건물로 이루어져있다. 여기에는 교육, 연구, 행정을 위한 건물 및 네 개의 학교식당, 그리고 총 4200 여개의 방을 포함한 34개의 기숙사가 포함되어 있다. 궁전 건물을 제외한 모든 건물들은 본 대학교가 노르트라인베스트팔렌 주 건축공사로부터 임대한 것이다.

## 대학의 구조
교육과 연구를 성취하기 위하여 본 대학교는 일곱 개의 학부로 구성되어 있다. 각 학부 안에는 과, 소과, 병과 등이 있다. 학부는 학장과 학부 평의회에 의해 운영되는데, 평의회는 학장, 부학장, 7-8 명의 교수, 2 명의 연구원, 2 명의 학생, 그리고 1-2 명의 일반 교직원으로 구성된다.
본 대학교의 일곱 개의 학부는 다음과 같다.
- 가톨릭신학부
- 개신교신학부
- 법학•정치학부
- 의학부
- 철학부
- 수학•자연과학부
- 농업과학부

## 대한민국 대학과의 교류
- 서울대학교 인문대학 독어독문학과 : 2008년에 학술교류협정을 체결하였다.[2]
- 서울대학교 자연과학대학 물리•천문학부 : 2011년 8월 25일 연구협정을 체결하였다.[2]

## 같이 보기
- 본 (독일)

## 참고 문헌
- Friedrich von Bezold: Geschichte der Rheinischen Friedrich-Wilhelms-Universität von der Gründung bis zum Jahr 1870. A. Marcus & E. Webers Verlag, Bonn 1920. (Digitalisat, 본 대학교 도서관 디지털 자료)